# Locust Fork
Locust Fork – miasto w Stanach Zjednoczonych, w stanie Alabama, w hrabstwie Blount.

Mapa pokazuje obszary włączone i nieposiadające osobowości prawnej w hrabstwie Blount w stanie Alabama, z zaznaczeniem Locust Fork na czerwono.

## Demografia
W roku 2023 miasto zamieszkiwały 1233 osoby, a gęstość zaludnienia wynosiła 123,3 osoby/km².